# Tomazina
Tomazina ist ein brasilianisches Munizip im Nordosten des Bundesstaats Paraná. Es hat 8.426 Einwohner (2022), die sich Tomazinenser nennen. Seine Fläche beträgt 591 km². Es liegt 511 Meter über dem Meeresspiegel.

## Etymologie
Der Name stammt von Tomaz Pereira da Silva, der das Land urbar gemacht und als erster bebaut hat.

## Geschichte

### Besiedlung
Die Ländereien, auf denen sich heute die Stadt Tomazina am Ufer des Rio das Cinzas befindet, wurden 1865 von Major Tomaz Pereira da Silva aus Itajubá in Minas Gerais erworben.
Im Dezember 1867 kam Major Tomaz in Begleitung seiner Verwandten, Freunde und Sklaven in die raue und unbekannte Wildnis. Er verteilte sein Gefolge auf ein großes Gebiet und gründete dort ein Dorf. Aufgrund der Fortschritte, die das Dorf machte, schenkte Major Tomaz der Gemeinde 1878 ein Stück Land zur Gründung eines Patrimoniums mit dem Namen Nossa Senhora da Conceição Aparecida, der Schutzheiligen Brasiliens. Unter dem Namen Nossa Senhora da Conceição Aparecida de Tomazina wurde die Freguesia im Munizip São José da Boa Vista geschaffen.

### Erhebung zum Munizip
Tomazina wurde durch das Provinzialgesetz Nr. 923 vom 6. September 1888 aus São José da Boa Vista ausgegliedert und in den Rang einer Vila erhoben. Es wurde am 7. Januar 1890 als Vila installiert.

## Geografie

### Fläche und Lage
Tomazina liegt auf dem Segundo Planalto Paranaense (der Zweiten oder Ponta-Grossa-Hochebene von Paraná). Seine Fläche beträgt 591 km². Es liegt auf einer Höhe von 511 Metern.

### Vegetation
Das Biom von Tomazina ist Mata Atlântica.

### Klima
In Tomazina herrscht warm gemäßigtes Klima. Es gibt viel Niederschlag (1308 mm pro Jahr), selbst im trockensten Monat. Die Klimaklassifikation nach Köppen und Geiger lautet Cfa. Im Jahresdurchschnitt liegt die Temperatur bei 20,7 °C.

### Gewässer

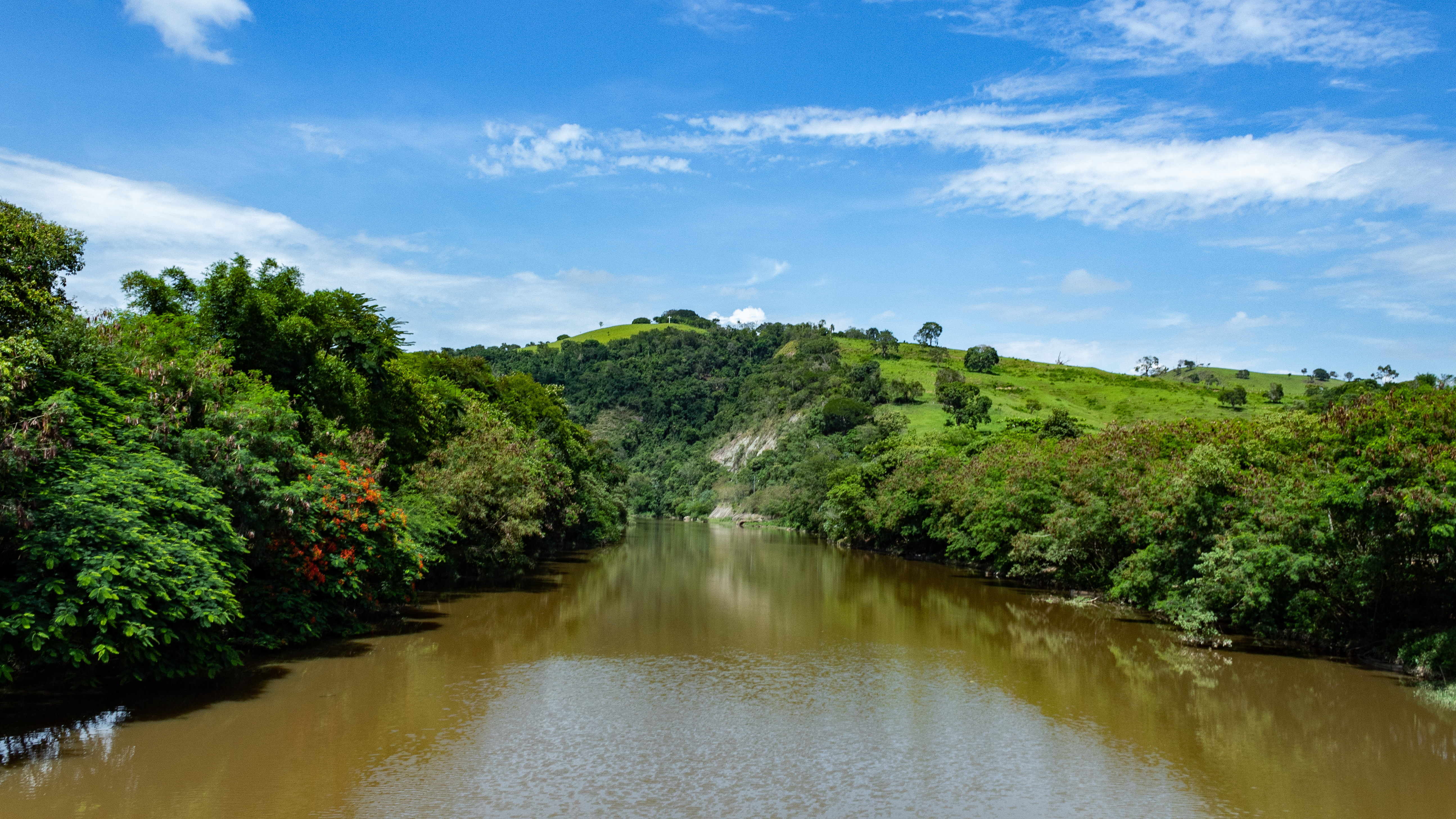
Rio das Cinzas in Tomazina

Tomazina liegt im Einzugsgebiet des Rio das Cinzas, der das Munizip von Süd nach Nord durchfließt. Der Kernort liegt in einer Flussschleife des Rio das Cinzas. Ihm fließen von rechts die Flüsse Ribeirão Natureza, Ribeirão Novo, Ribeirão Barrocão ou Barreiro und von links Ribeirão do Saltinho, Ribeirão da Anta, Ribeirão das Nogueiras, Ribeirão Corredeira, Ribeirão do Pinheiro und der Ribeirão Grande zu. 

### Straßen
Tomazina liegt an der BR-272 (von São Paulo bis zur Grenze mit Paraguay in Guaíra), auf ihr kommt man im Westen nach Ibaití zur BR-153 und im Nordosten nach Siqueira Campos. Über die PR-422 kommt man im Südosten nach Wenceslau Braz.

### Terras Indígenas
Im Gebiet des Munizips liegt die Reserva Indígena Pinhalzinho. Gemäß der Datenbank der indigenen Territorien des Instituto Socioambiental leben hier 129  Menschen vom Volk der Guarani und Guarani Ñandeva (Stand: 2013).
| Terra indígena               | Völker                      | Bewohner | Fläche (km²) | Bewohner pro km² | Kategorie        |
| ---------------------------- | --------------------------- | -------- | ------------ | ---------------- | ---------------- |
| Reserva Indígena Pinhalzinho | Guarani und Guarani Ñandeva | 129      | 5,99         | 20               | Reserva Indígena |

### Nachbarmunizipien
| Conselheiro Mairinck und Guapirama | Quatiguá                                    | Siqueira Campos |
| Pinhalão und Jaboti                | Kompassrose, die auf Nachbargemeinden zeigt |                 |
|                                    | Arapoti                                     | Wenceslau Braz  |

## Stadtverwaltung
Bürgermeister: Flavio Xavier de Lima Zanrosso, MDB (2021–2024)
Vizebürgermeister: Marcio Rodrigo Faria, MDB (2021–2024)

## Demografie

### Bevölkerungsentwicklung
| Jahr | Einwohner | Stadt | Land |
| ---- | --------- | ----- | ---- |
| 1900 | 7.349     |       |      |
| 1920 | 19.448    |       |      |
| 1940 | 24.812    | 12 %  | 88 % |
| 1950 | 20.491    | 10 %  | 90 % |
| 1960 | 14.894    | 12 %  | 88 % |
| 1970 | 20.027    | 12 %  | 88 % |
| 1980 | 15.943    | 16 %  | 84 % |
| 1991 | 11.912    | 32 %  | 68 % |
| 2000 | 9.931     | 43 %  | 57 % |
| 2010 | 8.791     | 47 %  | 53 % |
| 2022 | 8.426     |       |      |

Quelle: IBGE, bis 2010: Volkszählungen und Volkszählung 2022

### Ethnische Zusammensetzung
| Gruppe * | 1991    | 2000    | 2010    | wer sich als …                                                                   |
| --- | ------- | ------- | ------- | -------------------------------------------------------------------------------- |
| Weiße | 83,5 %  | 82,1 %  | 68,4 %  | weiß bezeichnet                                                                  |
| Schwarze | 1,7 %   | 3,0 %   | 3,3 %   | schwarz bezeichnet                                                               |
| Gelbe | 0,2 %   | 0,4 %   | 0,5 %   | von fernöstlicher Herkunft wie japanisch, chinesisch, koreanisch etc. bezeichnet |
| Braune | 13,5 %  | 13,2 %  | 26,9 %  | braun oder als Mischung aus mehreren Gruppen bezeichnet                          |
| Indigene | 1,1 %   | 1,2 %   | 0,9 %   | Ureinwohner oder Indio bezeichnet                                                |
| ohne Angabe | 0,0 %   | 0,0 %   | 0,0 %   |                                                                                  |
| Gesamt | 100,0 % | 100,0 % | 100,0 % |                                                                                  |
| *) Das IBGE verwendet für Volkszählungen ausschließlich diese fünf Gruppen. Es verzichtet bewusst auf Erläuterungen. Die Zugehörigkeit wird vom Einwohner selbst festgelegt. |         |         |         |                                                                                  |

Quelle: IBGE (Stand: 1991, 2000 und 2010)